# Profesor Milo
Profesor Achilles Milo es un personaje ficticio que aparece en los cómics estadounidenses publicados por DC Comics.

## Historial de publicaciones
Profesor Achilles Milo apareció por primera vez en Detective Comics #247 y fue creado por Bill Finger y Sheldon Moldoff.

## Biografía ficticia
Achilles Milo es un renombrado químico que recurrió al crimen.El usó una variedad de esquemas químicos y médicos para matar a Batman que implicaban someter a Batman a una droga que le hacía temer cualquier cosa con forma de murciélago. Después de que Robin lo ayudara a superar su miedo a los murciélagos, Batman localizó a Milo en su laboratorio y lo entregó a la policía. Mientras estuvo encarcelado, Milo desarrolló miedo a los murciélagos.
Al ser detenido nuevamente, Milo gaseó a Batman con un compuesto que le hizo perder las ganas de vivir.
Cuando Anthony Lupus lo visitó para curar sus insoportables dolores de cabeza, Milo le dio un medicamento derivado del Lobo de Alaska que lo convirtió en un hombre lobo. Milo descubrió que los dolores de cabeza estaban causando la licantropía y lo manipuló para que cumpliera sus órdenes a cambio de una cura. Su última tarea fue ayudar a capturar a Batman y luego matarlo. Cuando Batman quedó atrapado cerca del laboratorio secreto de Milo, Anthony le dice a Milo que le dé la cura antes de que su situación empeore. Milo simplemente le ordena que haga su trabajo. Cuando Anthony se convierte en un hombre lobo, Milo es atacado por él y no puede controlarlo y la cura que hizo fue destruida.
En un momento, Milo tomó el control de Arkham Asylum e intentó volver loco a Batman con otro gas. Cuando Batman intentó detenerlo, Milo fue dominado por los reclusos locos, que se habían puesto del lado de Batman, y expuesto a su propio gas que lo volvió loco, y pasó algún tiempo en Arkham Asylum como paciente.
Batman consultó a Milo al menos en una ocasión cuando necesitaba experiencia química sobre una toxina que le dio el Joker. Después de eso, el Dr. Milo se retiró de la actividad criminal. El apareció en Arkham Asylum: A Serious House on Serious Earth, donde aparentemente el gas se había disipado, pero no pudo convencer a nadie de que en realidad estaba cuerdo.
En 52, semana 41, Ralph Dibny se enfrenta a un demacrado Doctor Milo, que aparece sin las piernas y en una silla de ruedas, que en realidad se utiliza para disfrazar la Rueda Plateada de Nyorlath.
En Batman R.I.P., se revela que una alucinación pasada inducida por el gas del profesor Milo inspiró a Bruce Wayne a crear la personalidad "de respaldo" del Batman de Zur-En-Arrh, una personalidad de Batman más despiadada diseñada para tomar el control en caso de que Bruce Wayne sea asesinado, atacado psicológicamente de tal manera que Batman queda fuera de combate.
Un Profesor Milo aparentemente curado aparece como el principal secuaz y médico del general Immortus que regresa. El Profesor Milo ahora está a cargo de otorgar superpoderes artificiales a los secuaces de Immortus. En esta capacidad, puede internalizar los poderes de la Llama Humana, eliminando la necesidad de un traje especial al incrustar lanzallamas en miniatura en su piel. El propio General Immortus le ordena a Milo que altere los receptores de dolor de su sujeto, haciendo que su jefe pueda infligir dolor a sus creaciones a voluntad,y, finalmente, cerrarlos por completo.Su plan maestro fracasa cuando su último sujeto, Llama Humana, supera su control por pura voluntad, hiere al General Immortus y tortura a Milo para obtener un cuerpo aún más poderoso. Milo se salva ya que redirige la Llama Humana a S.T.A.R. Labs para tratamientos experimentales. El General Immortus le pide que reconsidere su nueva estrategia para el futuro.
Milo, que aún está prófugo (después de haber roto sus vínculos con el General Immortus), vuelve a trabajar por cuenta propia y ofrece sus procedimientos de mejora por una tarifa considerable. Arthur Pemberton se pone en contacto con él para curar el daño cerebral que le infligió anteriormente a su hija Lorna en una lucha contra la Sociedad de la Justicia de América.
Milo, que aún está prófugo (después de haber roto sus vínculos con el general Immortus), vuelve a trabajar por cuenta propia y ofrece sus procedimientos de mejora por una tarifa considerable. Arthur Pemberton se pone en contacto con él para curar el daño cerebral infligido anteriormente en una lucha contra la Sociedad de la Justicia de América a su hija Lorna.
En 2011, "The New 52" reinició el universo de DC Comics. Se ve al profesor Milo en Arkham Asylum, donde lleva al Profesor Pyg a un destino desagradable.Después de que Maggie Sawyer interrogó a Magpie, Maxie Zeus y el Hombre de Diez Ojos, todo lo que Maggie les sacó es que culpan al Profesor Milo por lo sucedido. Mientras el profesor Milo se encuentra en el Aeropuerto Internacional de Gotham preparándose para abordar un avión a Caracas, los agentes de policía lo detectan y lo hacen liberar un frasco de sustancias químicas que vuelven locos a los agentes de policía. Batman pudo someter al profesor Milo e interrogarlo sobre quién le dio la información y necesita destruir Arkham Asylum. Antes de que el profesor Milo pueda confesar al culpable, son atacados por espíritus.Uno de los espíritus que ataca a Batman y al Profesor Milo es Mister Bygone, quien culpa al Profesor Milo por su demacración y su infusión de magia oscura. El Profesor Milo es noqueado por Mister Bygone cuando Batman se va con su cuerpo cuando llega la policía. Cuando Batman se encuentra con Jim Corrigan y Batwing, Corrigan le da un puñetazo en la cara al Profesor Milo, quien intenta obtener respuestas de él mientras le explica a Batman que el profesor Milo intentó convocar a un demonio que le permitió al Deacon Blackfire abrir un agujero en el Infierno. Batman suma dos y dos y sale a buscar a Ra's al Ghul.
En la secuela de "Watchmen" "Doomsday Clock", el Profesor Milo estaba en Arkham Asylum cuando Rorschach fue encarcelado allí por Batman.

## Poderes y habilidades
El Profesor Milo es un experto en química y alquimia.

## En otros medios

### Televisión
- El Profesor Aquiles Milo aparece en una serie ambientada en el Universo animado de DC (DCAU):[16]
  - Aparece por primera vez en Batman: la serie animada, con la voz de Treat Williams. Esta versión funciona inicialmente para Roland Daggett y Daggett Industries. En el episodio "Cat Scratch Fever", bajo las órdenes de Daggett, Milo diseña una plaga para infectar a la población de mascotas callejeras de Gotham para que la empresa pueda beneficiarse de una cura. Después de que Catwoman se infecta, Batman descubre el complot de Milo y cura a Catwoman, pero Milo escapa. En "Moon of the Wolf", Milo es contratado para crear un esteroide imposible de rastrear derivado de hormonas de lobo para Anthony Romulus. Cuando transforma a este último en un hombre lobo, el primero lo chantajea para que mate a Batman para recibir una cura, pero Romulus sin darse cuenta lo destruye y hiere a Milo. Tras la derrota y fuga de Romulus, Milo es llevado por las autoridades.
  - Milo regresa en el episodio de Liga de la Justicia Ilimitada, "The Doomsday Sanction", con la voz de Armin Shimerman. A partir de esta serie, se ha convertido en un miembro de alto rango del Proyecto Cadmus, pero Amanda Waller lo degrada después de que su investigación sobre los experimentos de Kirk Langstrom resulta en un jabalí mutado que destruye su laboratorio. En represalia, él libera a Doomsday con la intención de usarlo para matar a Waller, pero Doomsday lo mata fuera de la pantalla y se va para matar a Superman.
- El Profesor Aquiles Milo aparece en el avance del episodio de Batman: The Brave and the Bold, "Gorillas in our Midst!", con la voz de Dee Bradley Baker.[16]El utiliza un grupo de ratas entrenadas para robar diamantes y financiar sus experimentos hasta que Batman y El Espectro localizan su laboratorio. El intenta usar una poción para mejorar la fuerza, pero la pareja lo derrota y lo deja con la policía. Sin embargo, el Espectro regresa, convierte a Milo en queso y libera a sus ratas para devorarlo fuera de la pantalla.

### Película
El Profesor Milo aparece en un flashback en Scooby-Doo! & Batman: The Brave and the Bold, con la voz de Sam Riegel. Años antes, experimentó con un dispositivo de teletransportación defectuoso que aparentemente mató a su colega, el Dr. Leo Scarlett, hasta que Batman descubrió el trabajo de Milo y lo derrotó.

### Videojuegos
El Profesor Milo aparece como un personaje no jugable en Batman: Arkham Underworld, nuevamente con la voz de Armin Shimerman. Esta versión brinda sus servicios a los supervillanos, ofreciéndose a proporcionarles dispositivos, mejorar sus habilidades y otorgarles otras nuevas.